# D-Wave Systems
D-Wave Quantum Systems Inc. is een van oorsprong Canadees bedrijf gespecialiseerd in de ontwikkeling, productie, verkoop en ondersteuning van kwantumcomputers en het online aanbieden van kwantumcomputercapaciteit en -oplossingen. De onderneming is beursgenoteerd en heeft haar hoofdzetel in Palo Alto, Californië.

## Geschiedenis
D-Wave werd in 1999 in het Canadese Vancouver opgericht door Geordie Rose,  Eric Ladizinsky, Haig Farris, Bob Wiens en Alexandre Zagoskin. Dit gebeurde na het lokaal ophalen van ongeveer 500.000 CAD. Hun eerste kantoor opende in Vancouver op 6th and Fir street, maar verhuisde later naar het aangrenzende Burnaby. De bedrijfsnaam verwijst naar hun eerste qubit-ontwerpen, die gebruik maakten van d-wave-supergeleiders.
In 2011 verkochten het bedrijf al een kwantumcomputer met 128 qubits aan Lockheed Martin. In 2013 maakt D-Wave de verkoop van 512 qubits kwantumcomputers aan NASA en Google bekend. 
In 2013 kondigde D-Wave de opening aan van een Amerikaans kantoor in Palo Alto.
Op 8 augustus 2022 opende D-Wave op de New Yorkse beurs NYSE. Dit gebeurde na een SPAC of Special Purpose Acquisition Company-overeenkomst en fusie met kapitaalbedrijf DPCM.
Op 13 februari 2025 bevestigde D-Wave dat het Duitse Forschungszentrum Jülich een D-Wave Quantum Computer had aangekocht, waarmee die organisatie het eerste computercentrum ter wereld werd, dat ook met het D-Wave Advantage™-systeem aan de slag kon. Het nieuwe systeem zou gekoppeld worden aan de bestaande JUPITER supercomputer voor onderzoek met betrekking tot kunstmatige intelligentie en processoptimalisatie.
Medio maart 2025 verklaarde D-Wave dat ze de eerste waren om kwantumsuprematie te bewijzen door hun technologie productief in te zetten bij nuttige, realistische problemen. Het betrof hier de inzet van annealing-kwantumcomputers die in enkele minuten een simulatie van magnetische materialen kon uitvoeren. Dezelfde simulatie en oplossing met een supercomputer van GPU-clusters zou volgens hen bijna een miljoen jaar duren en ongeveer het wereldwijd jaarlijkse elektriciteitsverbruik nodig hebben.

## Producten

### Kwantumcomputers
De commerciële kwantumcomputers van D-Wave gebruiken de quantum annealing (QA) technologie. Dit is een optimalisatieproces voor het vinden van het globale minimum van een bepaalde objectieve functie over een gegeven reeks kandidaat-oplossingen (kandidaattoestanden), door een proces dat gebruik maakt van kwantumfluctuaties. De onderneming heeft ook een ontwikkelingstraject voor gate-model gebaseerde kwantumcomputers.

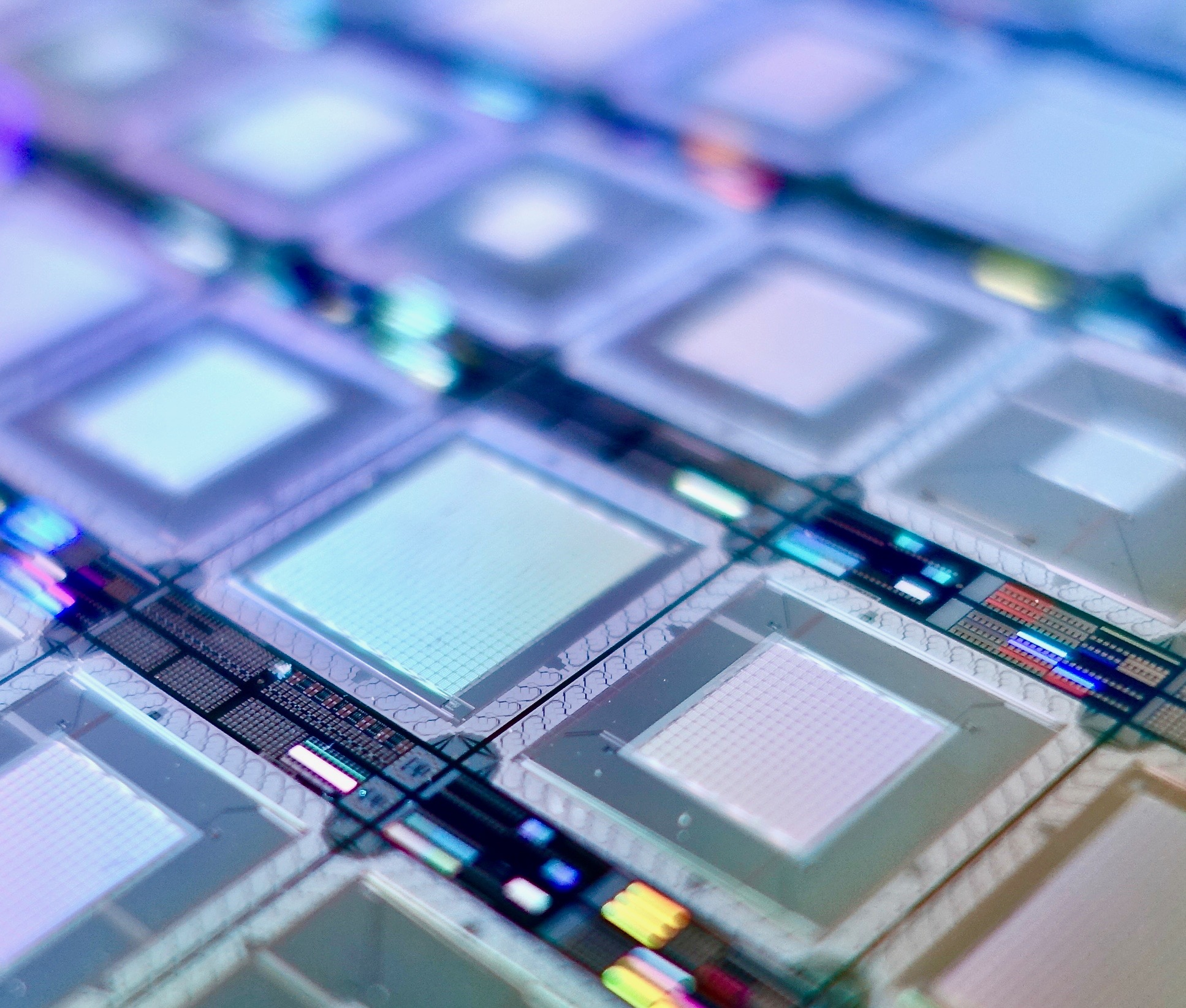
D-Wave 2000 Qubit QPU

Door de jaren bracht D-Wave meerdere QPU's en kwantumcomputersystemen op de markt met een stijgend qubits-vermogen.
- Orion prototype (2007)[8]
- D-Wave 1, 128 qubits (2011)
- D-Wave 2, 512 qubits (2012-2013)
- D-Wave 2X, 1024 qubits (2015)
- D-Wave 2000Q, 2.048 qubits (2015)
- D-Wave Advantage, 5.760 qubits met 15-voudige connectiviteit (2019)
- D-Wave Advantage2, c. 7.000 qubits (+4.400 qubits in de lancering) met 20-voudige connectiviteit (2025)[9]
- D-Wave Advantage3, hun eerste multi-QPU systeem is in ontwikkeling

### Cloudcomputing
The Leap™ quantum cloudcomputing dienst geeft toegang tot de D-Wave kwantumcomputers zonder dat gebruikers de kwantumcomputers zelf moeten aankopen.

### Software
De D-wave Ocean™ software is een set van publieke Python functionaliteit, beschikbaar via de Ocean software development kit (SDK) in GitHub. Deze software vereenvoudigt het ontwikkelingstraject om problemen op te lossen op hun Advantage™ quantum computers. 

## Toepassingen
D-Wave ontwikkelt software voor het beheer van zijn kwantumsystemen en hulpmiddelen voor het ontwikkelen van klanttoepassingen.
Voor haar klanten ontwikkelt de onderneming software voor het optimalizeren van planningen, verkeersroutering, logistiek, geneesmiddelen, portfoliobeheer, productieprocessen en het algemeen beheer van middelen.